# Lassi Tuovi
Lassi Tuovi, né le 31 décembre 1986 à Lappeenranta, est un joueur finlandais de basket-ball évoluant au poste de meneur, reconverti entraîneur.

## Biographie
Lassi Tuovi dispute deux saisons en tant que joueur du Lappeenrannan NMKY en championnat de Finlande de 2002 à 2004. Il doit mettre un terme à sa carrière en raison d'une blessure au genou.
Il devient alors entraîneur adjoint de Lappeenrannan NMKY. Il prend la tête de l'équipe première en 2011, à l'âge de 24 ans.
Il entame une carrière à l'étranger à partir de 2014 en tant qu'entraîneur adjoint, au Beşiktaş JK. Il devient assistant de Henrik Dettmann à Strasbourg en 2016, puis de Vincent Collet, arrivé en cours de saison. Il y reste une saison avant de rejoindre Gravelines Dunkerque lors de la saison 2017-2018 en tant qu'adjoint de Julien Mahé. Il est de retour à Strasbourg dès la saison suivante en tant qu'assistant de Vincent Collet, chargé du scouting.
Le 25 janvier 2020, Lassi Tuovi est nommé entraîneur de Strasbourg par intérim, à la suite du départ de Collet, écarté de l'équipe en raison de mauvais résultats. Il est confirmé à ce poste le 27 février 2020. Le 6 avril 2020, la SIG annonce sa prolongation pour deux saisons. Le 6 juillet 2021, il est de nouveau prolongé jusqu'en 2023.
Le 18 novembre 2021, il est nommé sélectionneur de l'équipe de Finlande par la Fédération finlandaise de basket-ball, succédant à Henrik Dettman dont il était l'adjoint depuis 2010.
Il atteint les demi-finales de la saison 2020-2021, puis les quarts de finale la saison suivante, ainsi que la finale de la Coupe de France 2022. Lanterne rouge après huit journées lors de la saison 2022-2023, Lassi Tuovi et le club décident de se séparer d'un commun accord le 16 novembre 2022.
En septembre 2023, la Virtus Bologne officialise son arrivée en tant qu'assistant de Luca Banchi, qui lui avait succédé à la tête de Strasbourg un an plus tôt.
En juin 2024, il est nommé entraîneur du club japonais des Yokohama B-Corsairs en B.League.